# Mona (gruppo musicale)
I Mona sono un gruppo musicale alternative rock statunitense, formatosi nell'Ohio e attualmente residente a Nashville. La band ha ottenuto una certa popolarità grazie alla partecipazione a Sound of 2011, un concorso per nuovi talenti musicali organizzato ogni anno dalla BBC sul suo sito Internet.

## Storia

### Formazione
I Mona nascono a Dayton (Ohio) nel 2007 dall'incontro di Nick Brown (voce, chitarra), Vince Gard (batteria, percussioni), Zach Lindsey (basso, voce, cori) and Jordan Young (chitarra, voce, cori). Il nome della band deriva da quello della nonna di Brown, come lui stesso ha ammesso durante un'intervista.
Nell'aprile del 2009 Brown fu presentato a Saul Galpern, creatore della Nude Records, il quale dopo averli ascoltati si propone loro come manager, ottenendo in breve tempo per loro un contratto con Island Records e Mercury Records nel settembre 2010

### L'album di debutto
In Inghilterra il primo singolo dei Mona Listen to your love è stato pubblicato il 13 settembre 2010; a distanza di due mesi esatti è poi uscito il secondo singolo Trouble On the Way. Il 7 febbraio 2011 i Mona hanno pubblicato un terzo singolo chiamato Teenager .
Il primo album, dal titolo Mona, autoprodotto dalla band e mixato da Rich Costey (Foo Fighters, Muse, Arctic Monkeys), è uscito in Inghilterra il 16 maggio 2011.

## Premi
I Mona sono stati nominati vincitori del premio MTV Brand New Award il 3 febbraio 2011.